# Josef Theodor Hansen
Joseph Theodor Hansen (4. januar 1848 i Tebbestrup ved Randers – 20. oktober 1912 i Randers) var en dansk arkitekturmaler og illustrator. Han var søn af landsbyskrædder Thomas Hansen (1816-1877)og hustru Esther (f.David Josephsen)(ca. 1808-1849).
Udlært maler hos malermester Dyhrborg og hos en onkel, malermester Lindstrøm i Randers. Efter 5 års læretid rejste han som svend til København, hvor han fandt arbejde ved dekorationsarbejde
i Ipsen og Wendrichs Terrakottafabrikker. Samtidig gik han fra 1869-1876 på Teknisk Skole i København samt Kunstakademiets Skole for at videreuddanne sig som kunstner. Han foretog allerede fra 1867 omfattende (studie)rejser til Grækenland – som han bl.a. besøgte som Akademiets stipendiat – Italien, Spanien, Frankrig – hvor han i 1881 var elev på Bonnat's skole i Paris – England og Tyskland, hvor han især opholdt sig i Rothenburg ob der Tauber. På alle disse rejser udviklede Hansen sig stadig og blev en meget dygtig arkitekturmaler. Hans arbejder – med signaturen J.Th.Hansen, J.T.H. eller ITH samt årstal – vakte på de årlige udstillinger i Danmark altid berettiget opmærksomhed; de udmærkede sig ved smukke motiver, livfuld opfattelse og omhyggelig, detaljerig udførelse. Malerierne var i sin tid meget eftertragtede, og han kunne sælge alt, hvad han kunne nå at male, såvel i små som store formater.
Kunstneren ægtede 20. april 1873 Anna Marie Kirstine Thygesen, født 22. maj 1852 i København, (datter af arbejdsmand Jens Thygesen Teglhus (1819-1862)og Ane Margrethe Borgersdatter (1830-1864), København). Ved hustruens død 26. december 1876 blev J.T.Hansen enkemand efter kun 3 års ægteskab. Parrets datter, Ester Marie Margrethe – (f. 27.september 1873, d. 10. maj 1913) – blev gift med gymnasielærer og marinemaler Viggo Rasmus Simesen, Randers (søn af professor Rasmus Johannes Simesen og hustru Hanne Marie Sabina Gerlach, København). Esther og Viggo Simesen fik tre børn: Ragna, Oscar og Hakon.
Under signaturen J. Th. Hansen har han også udført pertentlige tegninger af alle byvåben i Danmark samt omkring 1000 illustrationer til 3. udgave af Trap Danmark fra 1896. Billederne er omhyggeligt gennemarbejdede, med sans for perspektiv og arkitektoniske detaljer, og af stor historisk-topografisk værdi.
Josef Theodor Hansen døde i Randers 20. oktober 1912 efter operation (trepanation) for en ørelidelse, som han antagelig ville være kommet over, hvis han ikke samtidig havde været svag på grund af en fremskreden sukkersyge. Han blev under stor deltagelse og med respekt og vemod fra kunstverdenens side begravet fra Garnisons Kirke i København 26. oktober 1912. Året efter J.Th.H.s død, 19. oktober 1913, rejste en kreds af venner et gravmæle med inskription på hans gravsted på Assistens Kirkegård i København, efter tegning af billedhuggeren Sigfred Wagner og udført i rødlig granit af sten- og billedhugger A. Sode.
En samling på omkring 190 sirligt håndskrevne breve fra årene 1883-1912, heraf flere med illustrationer, fra Joseph Theodor Hansen til datteren Ester Marie blev ved auktion hos Bruun-Rasmussen i oktober 2011 (lykkeligvis) købt af Det Kongelige Bibliotek og er således bevaret for eftertiden. Brevenes indhold gør ved læsning dybt indtryk, og giver en sandfærdig, stærk og oplevelsesrig beskrivelse af en dedikeret kunstners rejsende liv og livsbetingelser blandt 'høj og lav' rundt om i Europa i disse næsten 30 år.